# 옵트인
옵트인(Opt-in)은 당사자가 개인 데이터 수집을 허용하기 전까지 당사자의 데이터 수집을 금지하는 제도이다. 기업과 같은 단체가 광고를 위한 메일을 보낼 때, 수신자의 동의를 얻어야 메일을 발송할 수 있도록 하는 방식도 옵트인(Opt-in)방식이다.

## 참고 문헌
Laudon, Kenneth C, Jane P. 《Management Information Systems 12/E: Managing the Digital Firm》. Pearson Education Asia. ISBN-10 : 027375453X / ISBN-13 : 9780273754534.

## 같이 보기
- 옵트아웃